# Katlanovo
Katlanovo (makedonska: Катланово, albanska: Katllanova eller Katllanovë) är en ort i kommunen Petrovec i centrala Nordmakedonien. Orten ligger mitt emellan städerna Skopje och Veles. I anslutning till Katlanovo finns varma källor som bland annat används av ett hälsohem för sjuka.
Den viktiga motorvägen på E75 går förbi Katlanovo.

## Demografi
Katlanovo hade 839 invånare vid folkräkningen år 2021. Av invånarna i Katlanovo är 65,82 % makedonier, 27,19 % albaner, 2,97 % romer och 2,53 % serber (2021).